# Risto Kuntsi
Risto Johannes Kuntsi (ur. 18 czerwca 1912 w Jyväskylä, zm. 6 sierpnia 1964 w Helsinkach) – fiński lekkoatleta, specjalista pchnięcia kulą, medalista mistrzostw Europy.
Na mistrzostwach Europy w 1934 w Turynie zdobył srebrny medal w pchnięciu kulą, za Arnoldem Viidingiem z Estonii (obaj osiągnęli taki sam wynik – 15,19 m). Na igrzyskach olimpijskich w 1936 w Berlinie zajął 13. miejsce w tej konkurencji.
Siedmiokrotny reprezentant kraju w meczach międzypaństwowych (1 zwycięstwo indywidualne).
Był mistrzem Finlandii w pchnięciu kulą w 1934, wicemistrzem w 1933, 1935-1937 i 1940, a brązowym medalistą w 1942 i 1943. Jego rekord życiowy wynosił 15,65 m (18 września 1935 w Rydze).